# Villa Jules-Laforgue
La villa Jules-Laforgue est une voie du 19e arrondissement de Paris, en France.

## Situation et accès
La villa Jules-Laforgue est une voie publique située dans le 19e arrondissement de Paris. Elle débute au 13-17, rue Miguel-Hidalgo et se termine en impasse. Elle fait partie du quartier de la Mouzaïa.
Elle est desservie par la ligne de métro 7 bis à la station Danube.

## Origine du nom
Elle porte le nom du poète français Jules Laforgue (1860-1887). 

## Historique
Autorisée par un arrêté du 15 mai 1925, cette voie est ouverte en 1926 dans le lotissement appartenant à M. Frémont sous le nom de « villa Laforgue ».
La voie prend sa dénomination actuelle par un décret municipal du 14 juin 1991 et est classée dans la voirie parisienne par un arrêté municipal du 18 mars 1992.